# Campeonato Ecuatoriano de Fútbol Serie A 2016
El Campeonato Ecuatoriano de Fútbol 2016, cuyo nombre comercial fue «Copa Banco del Pacífico 2016», fue la quincuagésima octava (58.ª) edición de la Serie A del fútbol profesional ecuatoriano. El torneo fue organizado por la Federación Ecuatoriana de Fútbol y consistió en un sistema de 2 etapas. La primera y segunda etapa se desarrollaron con un sistema de todos contra todos, se otorgaron cuatro cupos para la Copa Conmebol Libertadores 2017 y cuatro para la Copa Conmebol Sudamericana 2017.
Barcelona Sporting Club se proclamó campeón por decimoquinta vez en su historia, logrando el título de manera directa tras haber ganado la primera y segunda etapa, no fue necesario de una final en la tercera etapa, de acuerdo al sistema de competición de este año.

## Sistema de juego
El Campeonato Nacional 2016 estuvo compuesto de 3 etapas, se jugó con la misma modalidad del 2015.
El Campeonato Nacional de Fútbol Serie A 2016, según lo establecido, fue jugado por 12 equipos que se disputaron el título en tres etapas. En total se jugaron 44 fechas que iniciaron el 5 de febrero.
La primera etapa del campeonato consistió de 22 jornadas. La modalidad fue de todos contra todos; el equipo que terminó primero clasificó a la final de campeonato. 
La segunda etapa fue totalmente igual a la primera; el equipo que terminó primero clasificó a la final de campeonato.
Así mismo para la clasificación para los torneos internacionales fue de la siguiente manera: para la Copa Conmebol Libertadores 2017 clasificaron el campeón como Ecuador 1, el equipo ubicado en segundo lugar de la tabla acumulada como Ecuador 2 (subcampeón en caso de haber final), el tercero de la tabla acumulada como Ecuador 3 y el cuarto de la tabla acumulada como Ecuador 4. Para la Copa Conmebol Sudamericana 2017 clasifican: el quinto de la tabla acumulada como Ecuador 1, el sexto de la tabla acumulada como Ecuador 2, el séptimo de la tabla acumulada como Ecuador 3 y el octavo de la tabla acumulada como Ecuador 4.
Debido a los cambios implementados por la Conmebol para los torneos internacionales en el 2017, ningún equipo podrá jugar los dos torneos al mismo tiempo, por eso la premiación a dichos torneos varía un poco respecto a la temporada anterior, ya que el campeón de la temporada se clasificaba a los dos torneos.
Los equipos que ocuparon los dos últimos puestos en la tabla acumulada de ambas etapas (44 jornadas) perdieron la categoría y jugarán en la Serie B en el 2017.

## Relevo anual de clubes
| Pos | Ascendidos de la Serie B |
| --- | ------------------------ |
| 1.º | Delfín                   |
| 2.º | Fuerza Amarilla          |

| Pos  | Descendidos de la Serie A |
| ---- | ------------------------- |
| 11.º | Liga de Loja              |
| 12.º | Deportivo Quito           |

## Equipos participantes
Los estadios para la temporada 2016, página oficial FEF.
| Nombre del club                       | Ciudad           | Entrenador          | Estadio                                    | Capacidad     | Marca           | Patrocinador                      |
| ------------------------------------- | ---------------- | ------------------- | ------------------------------------------ | ------------- | --------------- | --------------------------------- |
| Sociedad Deportiva Aucas              | Quito            | Armando Osma        | Gonzalo Pozo Ripalda                       | 18 799        | Lotto           | Cooperativa Andalucía Ltda.       |
| Barcelona Sporting Club               | Guayaquil        | Guillermo Almada    | Monumental Banco Pichincha                 | 60 000        | Marathon Sports | Cerveza Pilsener                  |
| Delfín Sporting Club                  | Manta Portoviejo | Octavio Zambrano    | Jocay Reales Tamarindos                    | 18 125 25 000 | Boman           | Frescodegfer / La Esquina de Ales |
| Club Deportivo Cuenca                 | Cuenca           | Gabriel Cosenza     | Alejandro Serrano Aguilar Banco del Austro | 35 000        | Bow Sport       | Chubb Seguros                     |
| Club Deportivo El Nacional            | Quito            | Eduardo Favaro      | Olímpico Atahualpa                         | 35 258        | Lotto           | Cerveza Pilsener                  |
| Club Sport Emelec                     | Guayaquil        | Alfredo Arias       | Alberto Spencer Arena Banco del Pacífico   | 48 000 38 000 | Adidas          | Cerveza Pilsener                  |
| Fuerza Amarilla Sporting Club         | Machala          | Ángel Gracia        | 9 de Mayo                                  | 16 456        | Boman           | Oroporto S.A.                     |
| Club Independiente del Valle          | Sangolquí        | Alexis Mendoza      | General Rumiñahui                          | 7233          | Marathon Sports | Chevrolet / DirecTV               |
| Liga Deportiva Universitaria de Quito | Quito            | Álex Aguinaga       | Casa Blanca                                | 55 000        | Umbro           | Chevrolet                         |
| Mushuc Runa Sporting Club             | Ambato           | Víctor Hugo Andrada | Bellavista                                 | 16 467        | Aurik           | Cooperativa Mushuc Runa           |
| Club Deportivo River Ecuador          | Guayaquil        | Pablo Trobbiani     | Christian Benítez Betancourt               | 8000          | Astro           | Comandato / DirecTV               |
| Club Deportivo Universidad Católica   | Quito            | Jorge Célico        | Olímpico Atahualpa                         | 35 258        | New Balance     | Banco Pichincha                   |

## Equipos por ubicación geográfica
| Provincia  | N.º | Equipos                                                                      |
| ---------- | --- | ---------------------------------------------------------------------------- |
| Pichincha  | 5   | - Aucas - El Nacional - Independiente - Liga de Quito - Universidad Católica |
| Guayas     | 3   | - Barcelona - Emelec - River Ecuador                                         |
| Manabí     | 1   | - Delfín                                                                     |
| El Oro     | 1   | - Fuerza Amarilla                                                            |
| Azuay      | 1   | - Deportivo Cuenca                                                           |
| Tungurahua | 1   | - Mushuc Runa                                                                |

| Delfín Independiente Fuerza Amarilla Barcelona Emelec River Ecuador Universidad Católica Liga de Quito El Nacional Aucas Deportivo Cuenca Mushuc Runa |

## Cambio de entrenadores

### Primera etapa
| Equipo           | Pos. | Entrenador Saliente | Último partido                              | Fecha | Entrenador Sucesor    | Fecha debut     | Ref    |
| ---------------- | ---- | ------------------- | ------------------------------------------- | ----- | --------------------- | --------------- | ------ |
| River Ecuador    | 12   | Marcelo Trobbiani   | River Ecuador 0 : 1 Independiente del Valle | 7.°   | Guillermo Sanguinetti | 8.°             | [ 7 ]  |
| Liga de Quito    | 10   | Claudio Borghi      | Barcelona 5 : 0 Liga de Quito               | 9.°   | Álvaro Gutiérrez      | 11.°            | [ 8 ]  |
| Fuerza Amarilla  | 9    | Raúl Duarte         | Fuerza Amarilla 0 : 2 River Ecuador         | 11.°  | Carlos Sevilla        | 12.°            | [ 9 ]  |
| Mushuc Runa      | 12   | Humberto Pizarro    | Mushuc Runa 0 : 2 El Nacional               | 11.°  | Néstor Clausen        | 12.°            | [ 10 ] |
| Delfín           | 10   | Fabián Bustos       | Delfín 0 : 0 Universidad Católica           | 12.°  | Diego Alarcón         | 13.°            | [ 11 ] |
| Aucas            | 7    | Carlos Ischia       | Aucas 2 : 2 Delfín                          | 13.°  | Tabaré Silva          | 14.°            | [ 12 ] |
| Emelec           | 1    | Omar De Felippe     | Delfín 2 : 2 Emelec                         | 16.°  | Alfredo Arias         | 17.°            | [ 13 ] |
| Mushuc Runa      | 12   | Néstor Clausen      | Mushuc Runa 1 : 4 Aucas                     | 18.°  | Víctor Andrada        | 20.°            | [ 14 ] |
| Deportivo Cuenca | 5    | Álex Aguinaga       | El Nacional 3 : 3 Deportivo Cuenca          | 21.°  | Gabriel Cosenza       | 2.° (2.ª etapa) | [ 15 ] |
| Liga de Quito    | 6    | Álvaro Gutiérrez    | Independiente del Valle 1 : 1 Liga de Quito | 21.°  | Álex Aguinaga         | 22.°            | [ 15 ] |

### Segunda etapa
| Equipo                  | Pos. | Entrenador Saliente   | Último partido                              | Fecha | Entrenador Sucesor | Fecha debut | Ref    |
| ----------------------- | ---- | --------------------- | ------------------------------------------- | ----- | ------------------ | ----------- | ------ |
| Independiente del Valle | 5    | Pablo Repetto         | River Ecuador 3 : 0 Independiente del Valle | 1.°   | Alexis Mendoza     | 2.°         | [ 16 ] |
| Aucas                   | 12   | Tabaré Silva          | Aucas 0 : 1 Mushuc Runa                     | 4.°   | Armando Osma       | 5.°         | [ 17 ] |
| Delfín                  | 10   | Diego Alarcón         | Mushuc Runa 1 : 0 Delfín                    | 6.°   | Octavio Zambrano   | 7.°         | [ 18 ] |
| Fuerza Amarilla         | 12   | Carlos Sevilla        | Emelec 3 : 1 Fuerza Amarilla                | 12.°  | Ángel Gracia       | 13.°        | [ 19 ] |
| River Ecuador           | 10   | Guillermo Sanguinetti | River Ecuador 1 : 2 El Nacional             | 17.°  | Pablo Trobbiani    | 18.°        | [ 20 ] |

## Primera etapa

### Clasificación
| Pos. | Equipo                  | Pts. | PJ | G  | E  | P  | GF | GC | Dif. |  |
| ---- | ----------------------- | ---- | -- | -- | -- | -- | -- | -- | ---- |  |
| 1    | Barcelona               | 47   | 22 | 15 | 2  | 5  | 51 | 19 | +32  |  |
| 2    | Emelec                  | 43   | 22 | 13 | 4  | 5  | 37 | 24 | +13  |  |
| 3    | El Nacional             | 36   | 22 | 10 | 6  | 6  | 32 | 28 | +4   |  |
| 4    | Deportivo Cuenca        | 34   | 22 | 9  | 7  | 6  | 29 | 25 | +4   |  |
| 5    | Independiente del Valle | 34   | 22 | 10 | 4  | 8  | 28 | 28 | 0    |  |
| 6    | Liga de Quito           | 31   | 22 | 8  | 7  | 7  | 20 | 23 | −3   |  |
| 7    | Universidad Católica    | 28   | 22 | 6  | 10 | 6  | 27 | 27 | 0    |  |
| 8    | River Ecuador           | 27   | 22 | 8  | 3  | 11 | 29 | 35 | −6   |  |
| 9    | Fuerza Amarilla         | 24   | 22 | 6  | 6  | 10 | 22 | 28 | −6   |  |
| 10   | Delfín                  | 23   | 22 | 5  | 8  | 9  | 23 | 30 | −7   |  |
| 11   | Aucas                   | 19   | 22 | 4  | 7  | 11 | 21 | 34 | −13  |  |
| 12   | Mushuc Runa             | 15   | 22 | 3  | 6  | 13 | 19 | 38 | −19  |  |

 Fuente: FEF
|  | Clasifica a la final de campeonato y a la Copa Libertadores 2017. |

### Evolución de la clasificación
| Equipo                  | 01 | 02 | 03 | 04 | 05 | 06 | 07 | 08 | 09 | 10 | 11 | 12 | 13 | 14 | 15 | 16 | 17 | 18 | 19 | 20 | 21 | 22 |
| ----------------------- | -- | -- | -- | -- | -- | -- | -- | -- | -- | -- | -- | -- | -- | -- | -- | -- | -- | -- | -- | -- | -- | -- |
| Barcelona               | 9  | 8  | 1  | 1  | 2  | 2  | 1  | 2  | 1  | 1  | 1  | 1  | 2  | 2  | 2  | 2  | 1  | 1  | 1  | 1  | 1  | 1  |
| Emelec                  | 7  | 1  | 4  | 2  | 3  | 3  | 2  | 3  | 4  | 3  | 2  | 2  | 1  | 1  | 1  | 1  | 2  | 2  | 2  | 2  | 2  | 2  |
| El Nacional             | 4  | 3  | 5  | 3  | 1  | 1  | 3  | 1  | 2  | 4  | 3  | 3  | 3  | 3  | 3  | 3  | 4  | 3  | 4  | 4  | 3  | 3  |
| Deportivo Cuenca        | 10 | 10 | 10 | 11 | 9  | 5  | 7  | 7  | 5  | 6  | 5  | 4  | 4  | 4  | 4  | 4  | 3  | 5  | 5  | 5  | 5  | 4  |
| Independiente del Valle | 3  | 6  | 8  | 9  | 10 | 10 | 5  | 4  | 3  | 2  | 4  | 5  | 6  | 6  | 7  | 6  | 5  | 4  | 3  | 3  | 4  | 5  |
| Liga de Quito           | 12 | 11 | 12 | 12 | 12 | 12 | 11 | 9  | 10 | 11 | 11 | 12 | 12 | 9  | 8  | 7  | 7  | 6  | 6  | 6  | 6  | 6  |
| Universidad Católica    | 6  | 2  | 6  | 6  | 5  | 4  | 6  | 5  | 6  | 7  | 6  | 6  | 5  | 5  | 5  | 5  | 6  | 7  | 7  | 7  | 7  | 7  |
| River Ecuador           | 1  | 7  | 9  | 10 | 11 | 11 | 12 | 12 | 12 | 10 | 8  | 7  | 8  | 10 | 11 | 11 | 10 | 8  | 9  | 10 | 8  | 8  |
| Fuerza Amarilla         | 5  | 9  | 7  | 7  | 6  | 8  | 4  | 6  | 7  | 8  | 9  | 9  | 9  | 7  | 6  | 8  | 8  | 10 | 10 | 9  | 10 | 9  |
| Delfín                  | 2  | 5  | 3  | 5  | 7  | 6  | 8  | 10 | 9  | 9  | 10 | 10 | 10 | 11 | 10 | 9  | 9  | 9  | 8  | 8  | 9  | 10 |
| Aucas                   | 8  | 4  | 2  | 4  | 4  | 7  | 9  | 8  | 8  | 5  | 7  | 8  | 7  | 8  | 9  | 10 | 11 | 11 | 11 | 11 | 11 | 11 |
| Mushuc Runa             | 11 | 12 | 11 | 8  | 8  | 9  | 10 | 11 | 11 | 12 | 12 | 11 | 11 | 12 | 12 | 12 | 12 | 12 | 12 | 12 | 12 | 12 |

### Resultados
| River Ecuador           | 3 - 1 | Mushuc Runa          | Christian Benítez  | 5 de febrero | 19:00 |  |
| Emelec                  | 2 - 2 | Universidad Católica | 7 de Octubre       | 5 de febrero | 19:30 |  |
| Independiente del Valle | 2 - 1 | Deportivo Cuenca     | General Rumiñahui  | 7 de febrero | 11:00 |  |
| El Nacional             | 2 - 1 | Barcelona            | Olímpico Atahualpa | 7 de febrero | 11:15 |  |
| Delfín                  | 2 - 0 | Liga de Quito        | Jocay              | 7 de febrero | 12:00 |  |
| Fuerza Amarilla         | 2 - 1 | Aucas                | 9 de Mayo          | 7 de febrero | 16:00 |  |

| Deportivo Cuenca     | 0 - 0 | El Nacional             | Alejandro Serrano Aguilar  | 12 de febrero | 20:00 |  |
| Universidad Católica | 1 - 0 | Fuerza Amarilla         | Olímpico Atahualpa         | 13 de febrero | 12:00 |  |
| Aucas                | 3 - 1 | River Ecuador           | Gonzalo Pozo               | 13 de febrero | 15:00 |  |
| Mushuc Runa          | 0 - 3 | Emelec                  | Bellavista                 | 14 de febrero | 11:30 |  |
| Barcelona            | 2 - 1 | Delfín                  | Monumental Banco Pichincha | 14 de febrero | 16:30 |  |
| Liga de Quito        | 0 - 0 | Independiente del Valle | Casa Blanca                | 23 de marzo   | 19:15 |  |

| Fuerza Amarilla         | 0 - 0 | Mushuc Runa      | 9 de Mayo          | 17 de febrero | 16:00 |  |
| Universidad Católica    | 0 - 1 | Aucas            | Olímpico Atahualpa | 17 de febrero | 19:00 |  |
| Delfín                  | 2 - 1 | Deportivo Cuenca | Jocay              | 17 de febrero | 19:00 |  |
| River Ecuador           | 0 - 3 | Barcelona        | Christian Benítez  | 17 de febrero | 19:30 |  |
| Independiente del Valle | 1 - 0 | El Nacional      | General Rumiñahui  | 9 de marzo    | 19:00 |  |
| Emelec                  | 1 - 0 | Liga de Quito    | Alberto Spencer    | 29 de junio   | 20:00 |  |

| El Nacional      | 2 - 0 | Delfín                  | Olímpico Atahualpa         | 21 de febrero | 11:15 |  |
| Mushuc Runa      | 2 - 1 | Universidad Católica    | Bellavista                 | 21 de febrero | 11:30 |  |
| Barcelona        | 2 - 1 | Fuerza Amarilla         | Monumental Banco Pichincha | 21 de febrero | 17:00 |  |
| Deportivo Cuenca | 0 - 1 | Emelec                  | Alejandro Serrano Aguilar  | 22 de febrero | 20:00 |  |
| Aucas            | 1 - 0 | Independiente del Valle | Gonzalo Pozo               | 30 de marzo   | 15:00 |  |
| Liga de Quito    | 2 - 1 | River Ecuador           | Casa Blanca                | 11 de mayo    | 19:15 |  |

| Fuerza Amarilla      | 1 - 0 | Liga de Quito           | 9 de Mayo          | 27 de febrero | 15:00 |  |
| River Ecuador        | 1 - 3 | Deportivo Cuenca        | Christian Benítez  | 27 de febrero | 19:00 |  |
| Universidad Católica | 1 - 0 | Barcelona               | Olímpico Atahualpa | 28 de febrero | 12:00 |  |
| Aucas                | 1 - 1 | Mushuc Runa             | Gonzalo Pozo       | 28 de febrero | 12:00 |  |
| Emelec               | 0 - 1 | El Nacional             | Christian Benítez  | 29 de febrero | 20:00 |  |
| Delfín               | 2 - 0 | Independiente del Valle | Reales Tamarindos  | 18 de junio   | 16:00 |  |

| Independiente del Valle | 0 - 2 | Emelec               | General Rumiñahui          | 5 de marzo | 17:00 |  |
| El Nacional             | 1 - 0 | River Ecuador        | Olímpico Atahualpa         | 6 de marzo | 11:15 |  |
| Liga de Quito           | 1 - 1 | Universidad Católica | Casa Blanca                | 6 de marzo | 11:30 |  |
| Deportivo Cuenca        | 3 - 0 | Fuerza Amarilla      | Alejandro Serrano Aguilar  | 6 de marzo | 11:30 |  |
| Delfín                  | 1 - 1 | Mushuc Runa          | Jocay                      | 6 de marzo | 13:05 |  |
| Barcelona               | 3 - 0 | Aucas                | Monumental Banco Pichincha | 6 de marzo | 16:30 |  |

| Universidad Católica | 2 - 2 | Deportivo Cuenca        | Olímpico Atahualpa | 12 de marzo | 12:00 |  |
| River Ecuador        | 0 - 1 | Independiente del Valle | Alberto Spencer    | 12 de marzo | 15:45 |  |
| Emelec               | 1 - 0 | Delfín                  | Alberto Spencer    | 12 de marzo | 18:45 |  |
| Mushuc Runa          | 1 - 1 | Barcelona               | Bellavista         | 13 de marzo | 11:30 |  |
| Aucas                | 0 - 1 | Liga de Quito           | Olímpico Atahualpa | 13 de marzo | 12:00 |  |
| Fuerza Amarilla      | 2 - 0 | El Nacional             | 9 de Mayo          | 13 de marzo | 15:00 |  |

| El Nacional             | 2 - 2 | Universidad Católica | Olímpico Atahualpa        | 18 de marzo | 19:00 |  |
| Liga de Quito           | 1 - 0 | Mushuc Runa          | Casa Blanca               | 18 de marzo | 19:30 |  |
| Deportivo Cuenca        | 2 - 2 | Aucas                | Alejandro Serrano Aguilar | 18 de marzo | 20:00 |  |
| Independiente del Valle | 3 - 1 | Fuerza Amarilla      | General Rumiñahui         | 19 de marzo | 11:00 |  |
| Delfín                  | 0 - 2 | River Ecuador        | Jocay                     | 19 de marzo | 16:00 |  |
| Emelec                  | 2 - 1 | Barcelona            | Alberto Spencer           | 11 de mayo  | 19:30 |  |

| Fuerza Amarilla      | 2 - 2 | Delfín                  | 9 de Mayo                  | 26 de marzo | 15:00 |  |
| Mushuc Runa          | 0 - 1 | Deportivo Cuenca        | Bellavista                 | 26 de marzo | 16:00 |  |
| Aucas                | 0 - 0 | El Nacional             | Gonzalo Pozo               | 27 de marzo | 12:00 |  |
| Universidad Católica | 0 - 0 | Independiente del Valle | Olímpico Atahualpa         | 27 de marzo | 12:00 |  |
| Barcelona            | 5 - 0 | Liga de Quito           | Monumental Banco Pichincha | 27 de marzo | 16:30 |  |
| River Ecuador        | 0 - 1 | Emelec                  | Alberto Spencer            | 21 de julio | 19:30 |  |

| El Nacional             | 1 - 1 | Liga de Quito        | Olímpico Atahualpa        | 1 de abril | 19:00 |  |
| Emelec                  | 2 - 1 | Fuerza Amarilla      | Alberto Spencer           | 1 de abril | 19:30 |  |
| Deportivo Cuenca        | 1 - 2 | Barcelona            | Alejandro Serrano Aguilar | 2 de abril | 12:00 |  |
| River Ecuador           | 1 - 0 | Universidad Católica | Christian Benítez         | 2 de abril | 16:30 |  |
| Independiente del Valle | 2 - 1 | Mushuc Runa          | General Rumiñahui         | 2 de abril | 17:00 |  |
| Delfín                  | 0 - 0 | Aucas                | Jocay                     | 3 de abril | 12:00 |  |

| Fuerza Amarilla      | 0 - 2 | River Ecuador           | 9 de Mayo                  | 8 de abril  | 20:00 |  |
| Universidad Católica | 1 - 0 | Delfín                  | Olímpico Atahualpa         | 9 de abril  | 12:00 |  |
| Mushuc Runa          | 0 - 2 | El Nacional             | Centenario                 | 9 de abril  | 14:00 |  |
| Liga de Quito        | 0 - 1 | Deportivo Cuenca        | Casa Blanca                | 9 de abril  | 18:15 |  |
| Aucas                | 1 - 2 | Emelec                  | Gonzalo Pozo               | 10 de abril | 12:00 |  |
| Barcelona            | 3 - 2 | Independiente del Valle | Monumental Banco Pichincha | 10 de abril | 16:30 |  |

| El Nacional             | 0 - 1 | Mushuc Runa          | Olímpico Atahualpa        | 16 de abril | 11:15 |  |
| River Ecuador           | 1 - 1 | Fuerza Amarilla      | Christian Benítez         | 16 de abril | 16:30 |  |
| Deportivo Cuenca        | 1 - 0 | Liga de Quito        | Alejandro Serrano Aguilar | 29 de abril | 20:00 |  |
| Delfín                  | 0 - 0 | Universidad Católica | Alberto Spencer           | 30 de abril | 14:00 |  |
| Emelec                  | 4 - 0 | Aucas                | Alberto Spencer           | 30 de abril | 16:30 |  |
| Independiente del Valle | 2 - 1 | Barcelona            | General Rumiñahui         | 22 de junio | 19:00 |  |

| Universidad Católica | 3 - 0 | River Ecuador           | Olímpico Atahualpa         | 4 de mayo   | 12:00 |  |
| Aucas                | 2 - 2 | Delfín                  | Gonzalo Pozo               | 4 de mayo   | 15:00 |  |
| Fuerza Amarilla      | 1 - 2 | Emelec                  | 9 de Mayo                  | 4 de mayo   | 16:00 |  |
| Liga de Quito        | 1 - 2 | El Nacional             | Casa Blanca                | 4 de mayo   | 19:15 |  |
| Barcelona            | 2 - 2 | Deportivo Cuenca        | Monumental Banco Pichincha | 4 de mayo   | 19:30 |  |
| Mushuc Runa          | 1 - 3 | Independiente del Valle | Bellavista                 | 29 de junio | 16:00 |  |

| Deportivo Cuenca        | 1 - 0 | Mushuc Runa          | Alejandro Serrano Aguilar | 7 de mayo | 19:00 |  |
| El Nacional             | 1 - 1 | Aucas                | Olímpico Atahualpa        | 8 de mayo | 11:15 |  |
| Liga de Quito           | 2 - 1 | Barcelona            | Casa Blanca               | 8 de mayo | 11:30 |  |
| Delfín                  | 1 - 2 | Fuerza Amarilla      | Alberto Spencer           | 8 de mayo | 14:00 |  |
| Emelec                  | 3 - 3 | River Ecuador        | Alberto Spencer           | 8 de mayo | 16:30 |  |
| Independiente del Valle | 1 - 4 | Universidad Católica | General Rumiñahui         | 8 de mayo | 17:00 |  |

| Fuerza Amarilla      | 2 - 0 | Independiente del Valle | 9 de Mayo                  | 13 de mayo | 15:00 |  |
| Universidad Católica | 2 - 3 | El Nacional             | Olímpico Atahualpa         | 13 de mayo | 19:00 |  |
| Aucas                | 1 - 2 | Deportivo Cuenca        | Gonzalo Pozo               | 13 de mayo | 19:30 |  |
| Mushuc Runa          | 2 - 2 | Liga de Quito           | Bellavista                 | 15 de mayo | 11:30 |  |
| River Ecuador        | 1 - 2 | Delfín                  | Christian Benítez          | 15 de mayo | 16:30 |  |
| Barcelona            | 5 - 0 | Emelec                  | Monumental Banco Pichincha | 15 de mayo | 16:30 |  |

| El Nacional             | 1 - 0 | Fuerza Amarilla      | Olímpico Atahualpa        | 20 de mayo | 14:00 |  |
| Independiente del Valle | 3 - 0 | River Ecuador        | General Rumiñahui         | 20 de mayo | 19:00 |  |
| Delfín                  | 2 - 2 | Emelec               | 7 de Octubre              | 20 de mayo | 19:00 |  |
| Liga de Quito           | 2 - 0 | Aucas                | Casa Blanca               | 20 de mayo | 19:30 |  |
| Barcelona               | 3 - 1 | Mushuc Runa          | Christian Benítez         | 20 de mayo | 20:00 |  |
| Deportivo Cuenca        | 1 - 0 | Universidad Católica | Alejandro Serrano Aguilar | 20 de mayo | 20:00 |  |

| Copa América Centenario |

| Universidad Católica | 0 - 0 | Liga de Quito           | Olímpico Atahualpa | 25 de junio | 12:00 |  |
| River Ecuador        | 4 - 2 | El Nacional             | Christian Benítez  | 25 de junio | 16:00 |  |
| Mushuc Runa          | 5 - 1 | Delfín                  | Bellavista         | 26 de junio | 11:30 |  |
| Aucas                | 0 - 1 | Barcelona               | Gonzalo Pozo       | 26 de junio | 12:00 |  |
| Fuerza Amarilla      | 0 - 0 | Deportivo Cuenca        | 9 de Mayo          | 26 de junio | 15:00 |  |
| Emelec               | 1 - 2 | Independiente del Valle | Reales Tamarindos  | 26 de junio | 16:00 |  |

| Deportivo Cuenca        | 2 - 3 | River Ecuador        | Alejandro Serrano Aguilar  | 2 de julio | 13:00 |  |
| Independiente del Valle | 1 - 1 | Delfín               | General Rumiñahui          | 2 de julio | 17:00 |  |
| El Nacional             | 3 - 1 | Emelec               | Olímpico Atahualpa         | 3 de julio | 11:15 |  |
| Liga de Quito           | 2 - 1 | Fuerza Amarilla      | Casa Blanca                | 3 de julio | 11:30 |  |
| Mushuc Runa             | 1 - 4 | Aucas                | Bellavista                 | 3 de julio | 11:30 |  |
| Barcelona               | 6 - 1 | Universidad Católica | Monumental Banco Pichincha | 3 de julio | 16:30 |  |

| River Ecuador           | 2 - 2 | Liga de Quito    | Alberto Spencer    | 8 de julio  | 17:30 |  |
| Emelec                  | 3 - 0 | Deportivo Cuenca | Alberto Spencer    | 8 de julio  | 20:00 |  |
| Universidad Católica    | 1 - 1 | Mushuc Runa      | Olímpico Atahualpa | 9 de julio  | 12:00 |  |
| Delfín                  | 3 - 1 | El Nacional      | Reales Tamarindos  | 9 de julio  | 12:30 |  |
| Independiente del Valle | 2 - 0 | Aucas            | General Rumiñahui  | 10 de julio | 11:30 |  |
| Fuerza Amarilla         | 0 - 2 | Barcelona        | 9 de Mayo          | 10 de julio | 15:00 |  |

| Mushuc Runa      | 0 - 2 | Fuerza Amarilla         | Bellavista                 | 13 de julio | 12:00 |  |
| Liga de Quito    | 1 - 0 | Emelec                  | Casa Blanca                | 13 de julio | 19:15 |  |
| Aucas            | 2 - 3 | Universidad Católica    | Gonzalo Pozo               | 13 de julio | 19:30 |  |
| Barcelona        | 2 - 0 | River Ecuador           | Monumental Banco Pichincha | 13 de julio | 19:45 |  |
| Deportivo Cuenca | 1 - 1 | Delfín                  | Alejandro Serrano Aguilar  | 13 de julio | 20:00 |  |
| El Nacional      | 5 - 2 | Independiente del Valle | Gonzalo Pozo               | 20 de julio | 11:15 |  |

| El Nacional             | 3 - 3 | Deportivo Cuenca     | Olímpico Atahualpa | 17 de julio | 11:15 |  |
| Delfín                  | 0 - 2 | Barcelona            | Reales Tamarindos  | 17 de julio | 15:00 |  |
| Fuerza Amarilla         | 2 - 2 | Universidad Católica | 9 de Mayo          | 17 de julio | 15:00 |  |
| Emelec                  | 4 - 0 | Mushuc Runa          | Alberto Spencer    | 17 de julio | 18:00 |  |
| Independiente del Valle | 1 - 1 | Liga de Quito        | General Rumiñahui  | 17 de julio | 19:00 |  |
| River Ecuador           | 3 - 0 | Aucas                | Alberto Spencer    | 18 de julio | 12:00 |  |

| Deportivo Cuenca     | 1 - 0 | Independiente del Valle | Alejandro Serrano Aguilar  | 22 de julio | 20:00 |  |
| Liga de Quito        | 1 - 0 | Delfín                  | Casa Blanca                | 24 de julio | 11:30 |  |
| Aucas                | 1 - 1 | Fuerza Amarilla         | Gonzalo Pozo               | 24 de julio | 12:00 |  |
| Mushuc Runa          | 0 - 1 | River Ecuador           | Bellavista                 | 24 de julio | 14:00 |  |
| Universidad Católica | 0 - 0 | Emelec                  | Olímpico Atahualpa         | 24 de julio | 14:15 |  |
| Barcelona            | 3 - 0 | El Nacional             | Monumental Banco Pichincha | 24 de julio | 14:15 |  |

### Asistencia por equipos
La tabla siguiente muestra la cantidad de asistentes pagados (boletos vendidos) de local que acumuló cada equipo en sus respectivos partidos. Se asigna en su totalidad el mismo número a ambos protagonistas de un juego. Las estadísticas se toman de las taquillas oficiales entregadas por FEF.
| Pos  | Equipo                  | Asist   | PJ | Prom   |
| ---- | ----------------------- | ------- | -- | ------ |
| 1.°  | Barcelona               | 186 321 | 11 | 16 938 |
| 2.°  | Emelec                  | 134 973 | 11 | 12 270 |
| 3.°  | El Nacional             | 83 023  | 11 | 7548   |
| 4.°  | Deportivo Cuenca        | 78 598  | 11 | 7145   |
| 5.°  | Aucas                   | 65 086  | 11 | 5917   |
| 6.°  | Fuerza Amarilla         | 64 628  | 11 | 5875   |
| 7.°  | Liga de Quito           | 56 931  | 11 | 5176   |
| 8.°  | Delfín                  | 30 010  | 11 | 2728   |
| 9.°  | Mushuc Runa             | 26 788  | 11 | 2435   |
| 10.° | River Ecuador           | 25 682  | 11 | 2335   |
| 11.° | Universidad Católica    | 23 946  | 11 | 2177   |
| 12.° | Independiente del Valle | 13 884  | 11 | 1262   |

 Pos.=Posición; Asist.=Asistentes; P.J.=Partidos jugados.

## Segunda etapa

### Clasificación
| Pos. | Equipo                  | Pts. | PJ | G  | E | P  | GF | GC | Dif. |  |
| ---- | ----------------------- | ---- | -- | -- | - | -- | -- | -- | ---- |  |
| 1    | Barcelona               | 52   | 22 | 16 | 4 | 2  | 42 | 16 | +26  |  |
| 2    | Emelec                  | 45   | 22 | 14 | 3 | 5  | 46 | 25 | +21  |  |
| 3    | Universidad Católica    | 31   | 22 | 8  | 7 | 7  | 29 | 33 | −4   |  |
| 4    | Independiente del Valle | 30   | 22 | 9  | 3 | 10 | 27 | 26 | +1   |  |
| 5    | Liga de Quito           | 30   | 22 | 8  | 6 | 8  | 21 | 30 | −9   |  |
| 6    | El Nacional             | 29   | 22 | 7  | 8 | 7  | 31 | 30 | +1   |  |
| 7    | Mushuc Runa             | 28   | 22 | 8  | 4 | 10 | 30 | 36 | −6   |  |
| 8    | Delfín                  | 25   | 22 | 7  | 4 | 11 | 28 | 32 | −4   |  |
| 9    | Deportivo Cuenca        | 25   | 22 | 7  | 5 | 10 | 30 | 35 | −5   |  |
| 10   | Fuerza Amarilla         | 25   | 22 | 6  | 7 | 9  | 27 | 34 | −7   |  |
| 11   | Aucas                   | 24   | 22 | 5  | 9 | 8  | 26 | 27 | −1   |  |
| 12   | River Ecuador           | 20   | 22 | 6  | 2 | 14 | 20 | 31 | −11  |  |

 Fuente: FEF
Notas:
1. ↑  A Deportivo Cuenca se le restó 1 punto por no presentar los roles de pago del mes de junio.[22]

|  | Clasifica a la final de campeonato y a la Copa Libertadores 2017. |

### Evolución de la clasificación
| Equipo                  | 01 | 02 | 03 | 04 | 05 | 06 | 07 | 08 | 09 | 10 | 11 | 12 | 13 | 14 | 15 | 16 | 17 | 18 | 19 | 20 | 21 | 22 |
| ----------------------- | -- | -- | -- | -- | -- | -- | -- | -- | -- | -- | -- | -- | -- | -- | -- | -- | -- | -- | -- | -- | -- | -- |
| Barcelona               | 5  | 1  | 1  | 1  | 2  | 2  | 1  | 1  | 1  | 1  | 1  | 1  | 1  | 1  | 1  | 1  | 1  | 1  | 1  | 1  | 1  | 1  |
| Emelec                  | 6  | 6  | 9  | 11 | 10 | 4  | 5  | 6  | 4  | 3  | 3  | 2  | 2  | 2  | 2  | 2  | 2  | 2  | 2  | 2  | 2  | 2  |
| Universidad Católica    | 10 | 7  | 10 | 9  | 9  | 11 | 11 | 7  | 7  | 7  | 7  | 7  | 5  | 7  | 5  | 5  | 4  | 5  | 4  | 4  | 3  | 3  |
| Independiente del Valle | 12 | 12 | 3  | 6  | 3  | 5  | 9  | 5  | 8  | 9  | 8  | 9  | 10 | 9  | 8  | 6  | 6  | 7  | 6  | 7  | 6  | 4  |
| Liga de Quito           | 11 | 11 | 8  | 5  | 8  | 10 | 3  | 3  | 3  | 4  | 5  | 5  | 4  | 4  | 3  | 3  | 3  | 3  | 3  | 3  | 4  | 5  |
| El Nacional             | 7  | 8  | 11 | 10 | 11 | 6  | 6  | 8  | 6  | 5  | 6  | 6  | 7  | 6  | 7  | 8  | 7  | 4  | 7  | 5  | 5  | 6  |
| Mushuc Runa             | 2  | 5  | 2  | 2  | 1  | 1  | 2  | 2  | 2  | 2  | 2  | 3  | 3  | 3  | 4  | 4  | 5  | 6  | 5  | 6  | 7  | 7  |
| Delfín                  | 9  | 10 | 7  | 4  | 5  | 8  | 10 | 11 | 10 | 11 | 11 | 10 | 9  | 10 | 11 | 12 | 12 | 11 | 12 | 12 | 11 | 8  |
| Deportivo Cuenca        | 4  | 4  | 6  | 3  | 4  | 3  | 4  | 4  | 5  | 6  | 4  | 4  | 6  | 5  | 6  | 7  | 8  | 8  | 9  | 8  | 8  | 9  |
| Fuerza Amarilla         | 3  | 3  | 5  | 8  | 7  | 9  | 8  | 9  | 9  | 10 | 10 | 12 | 11 | 11 | 9  | 11 | 9  | 9  | 8  | 9  | 9  | 10 |
| Aucas                   | 8  | 9  | 12 | 12 | 12 | 12 | 12 | 12 | 12 | 12 | 12 | 11 | 12 | 12 | 12 | 10 | 11 | 10 | 11 | 10 | 10 | 11 |
| River Ecuador           | 1  | 2  | 4  | 7  | 6  | 7  | 7  | 10 | 11 | 8  | 9  | 8  | 8  | 8  | 10 | 9  | 10 | 12 | 10 | 11 | 12 | 12 |

### Resultados
| El Nacional     | 2 - 3 | Deportivo Cuenca        | General Rumiñahui    | 31 de julio | 11:15 |  |
| Aucas           | 1 - 2 | Barcelona               | Gonzalo Pozo Ripalda | 31 de julio | 12:00 |  |
| Mushuc Runa     | 3 - 0 | Liga de Quito           | Bellavista           | 31 de julio | 12:00 |  |
| River Ecuador   | 3 - 0 | Independiente del Valle | Christian Benítez    | 31 de julio | 14:30 |  |
| Fuerza Amarilla | 2 - 0 | Universidad Católica    | 9 de Mayo            | 31 de julio | 15:00 |  |
| Emelec          | 1 - 0 | Delfín                  | Christian Benítez    | 31 de julio | 18:00 |  |

| Universidad Católica    | 1 - 0 | Emelec          | Olímpico Atahualpa         | 5 de agosto | 19:00 |  |
| Barcelona               | 3 - 1 | Mushuc Runa     | Monumental Banco Pichincha | 5 de agosto | 19:45 |  |
| Deportivo Cuenca        | 1 - 1 | Aucas           | Alejandro Serrano Aguilar  | 5 de agosto | 20:00 |  |
| Delfín                  | 0 - 0 | River Ecuador   | Reales Tamarindos          | 6 de agosto | 16:00 |  |
| Independiente del Valle | 0 - 0 | Fuerza Amarilla | General Rumiñahui          | 6 de agosto | 17:00 |  |
| Liga de Quito           | 2 - 2 | El Nacional     | Casa Blanca                | 7 de agosto | 11:30 |  |

| River Ecuador           | 0 - 1 | Liga de Quito        | Christian Benítez  | 13 de agosto  | 16:00 |  |
| Mushuc Runa             | 3 - 2 | Deportivo Cuenca     | Bellavista         | 13 de agosto  | 16:00 |  |
| El Nacional             | 2 - 2 | Aucas                | Olímpico Atahualpa | 14 de agosto  | 11:15 |  |
| Independiente del Valle | 5 - 0 | Universidad Católica | General Rumiñahui  | 14 de agosto  | 11:30 |  |
| Fuerza Amarilla         | 2 - 3 | Delfín               | 9 de Mayo          | 14 de agosto  | 15:00 |  |
| Emelec                  | 0 - 1 | Barcelona            | Banco del Pacífico | 26 de octubre | 16:00 |  |

| Deportivo Cuenca     | 3 - 0 | River Ecuador           | Alejandro Serrano Aguilar  | 19 de agosto | 20:00 |  |
| Delfín               | 1 - 0 | Independiente del Valle | Reales Tamarindos          | 20 de agosto | 16:00 |  |
| Liga de Quito        | 2 - 1 | Emelec                  | Casa Blanca                | 20 de agosto | 17:00 |  |
| Universidad Católica | 0 - 0 | El Nacional             | Olímpico Atahualpa         | 21 de agosto | 12:00 |  |
| Aucas                | 0 - 1 | Mushuc Runa             | Gonzalo Pozo Ripalda       | 21 de agosto | 12:00 |  |
| Barcelona            | 5 - 1 | Fuerza Amarilla         | Monumental Banco Pichincha | 21 de agosto | 16:30 |  |

| Universidad Católica    | 1 - 0 | Delfín           | Olímpico Atahualpa | 26 de agosto | 12:00 |  |
| Fuerza Amarilla         | 2 - 0 | Liga de Quito    | 9 de Mayo          | 26 de agosto | 15:30 |  |
| Independiente del Valle | 2 - 0 | Barcelona        | General Rumiñahui  | 26 de agosto | 19:00 |  |
| Emelec                  | 2 - 1 | Deportivo Cuenca | Alberto Spencer    | 26 de agosto | 19:30 |  |
| River Ecuador           | 1 - 0 | Aucas            | Christian Benítez  | 27 de agosto | 16:00 |  |
| Mushuc Runa             | 1 - 1 | El Nacional      | Bellavista         | 27 de agosto | 16:00 |  |

| Deportivo Cuenca | 3 - 2 | Fuerza Amarilla         | Alejandro Serrano Aguilar  | 2 de septiembre  | 20:00 |  |
| El Nacional      | 2 - 1 | River Ecuador           | Olímpico Atahualpa         | 4 de septiembre  | 11:15 |  |
| Mushuc Runa      | 1 - 0 | Delfín                  | Bellavista                 | 4 de septiembre  | 11:30 |  |
| Aucas            | 1 - 3 | Emelec                  | Gonzalo Pozo Ripalda       | 4 de septiembre  | 12:00 |  |
| Barcelona        | 3 - 1 | Universidad Católica    | Monumental Banco Pichincha | 4 de septiembre  | 16:30 |  |
| Liga de Quito    | 2 - 1 | Independiente del Valle | Casa Blanca                | 14 de septiembre | 19:15 |  |

| Emelec                  | 2 - 2 | El Nacional      | Christian Benítez  | 9 de septiembre  | 19:30 |  |
| Universidad Católica    | 0 - 1 | Liga de Quito    | Olímpico Atahualpa | 10 de septiembre | 12:00 |  |
| Fuerza Amarilla         | 1 - 1 | Aucas            | 9 de Mayo          | 10 de septiembre | 15:00 |  |
| River Ecuador           | 0 - 0 | Mushuc Runa      | Christian Benítez  | 10 de septiembre | 16:00 |  |
| Independiente del Valle | 0 - 1 | Deportivo Cuenca | General Rumiñahui  | 10 de septiembre | 17:00 |  |
| Delfín                  | 0 - 1 | Barcelona        | Reales Tamarindos  | 11 de septiembre | 15:00 |  |

| River Ecuador    | 0 - 1 | Barcelona               | Christian Benítez         | 16 de septiembre | 19:45 |  |
| Deportivo Cuenca | 0 - 1 | Universidad Católica    | Alejandro Serrano Aguilar | 16 de septiembre | 20:00 |  |
| Liga de Quito    | 2 - 1 | Delfín                  | Casa Blanca               | 17 de septiembre | 17:00 |  |
| Aucas            | 0 - 2 | Independiente del Valle | Gonzalo Pozo Ripalda      | 17 de septiembre | 19:00 |  |
| El Nacional      | 0 - 0 | Fuerza Amarilla         | Olímpico Atahualpa        | 18 de septiembre | 11:15 |  |
| Mushuc Runa      | 3 - 0 | Emelec                  | Bellavista                | 18 de septiembre | 12:00 |  |

| Fuerza Amarilla         | 1 - 2 | Mushuc Runa      | 9 de Mayo                  | 21 de septiembre | 15:30 |  |
| Delfín                  | 2 - 2 | Deportivo Cuenca | Reales Tamarindos          | 21 de septiembre | 16:00 |  |
| Emelec                  | 5 - 0 | River Ecuador    | Banco del Pacífico         | 21 de septiembre | 16:00 |  |
| Independiente del Valle | 0 - 1 | El Nacional      | General Rumiñahui          | 21 de septiembre | 19:00 |  |
| Universidad Católica    | 1 - 1 | Aucas            | Olímpico Atahualpa         | 21 de septiembre | 19:00 |  |
| Barcelona               | 2 - 0 | Liga de Quito    | Monumental Banco Pichincha | 21 de septiembre | 19:45 |  |

| El Nacional      | 5 - 2 | Delfín                  | Olímpico Atahualpa        | 25 de septiembre | 11:15 |  |
| Deportivo Cuenca | 0 - 1 | Barcelona               | Alejandro Serrano Aguilar | 25 de septiembre | 11:30 |  |
| Aucas            | 1 - 0 | Liga de Quito           | Gonzalo Pozo Ripalda      | 25 de septiembre | 12:00 |  |
| Mushuc Runa      | 1 - 1 | Universidad Católica    | Bellavista                | 25 de septiembre | 13:15 |  |
| River Ecuador    | 2 - 1 | Fuerza Amarilla         | Christian Benítez         | 25 de septiembre | 16:00 |  |
| Emelec           | 2 - 1 | Independiente del Valle | Banco del Pacífico        | 25 de septiembre | 16:00 |  |

| Fuerza Amarilla         | 0 - 2 | Emelec           | 9 de Mayo                  | 30 de septiembre | 15:30 |                |
| Delfín                  | 1 - 1 | Aucas            | Jocay                      | 30 de septiembre | 16:00 |                |
| Independiente del Valle | 1 - 0 | Mushuc Runa      | General Rumiñahui          | 30 de septiembre | 19:00 |                |
| Universidad Católica    | 2 - 1 | River Ecuador    | Olímpico Atahualpa         | 30 de septiembre | 19:00 | América Visión |
| Liga de Quito           | 1 - 2 | Deportivo Cuenca | Casa Blanca                | 30 de septiembre | 19:30 |                |
| Barcelona               | 1 - 0 | El Nacional      | Monumental Banco Pichincha | 30 de septiembre | 19:45 |                |

| Deportivo Cuenca | 0 - 0 | Liga de Quito           | Alejandro Serrano Aguilar | 7 de octubre    | 20:00 |  |
| River Ecuador    | 3 - 0 | Universidad Católica    | Christian Benítez         | 8 de octubre    | 16:00 |  |
| Aucas            | 1 - 1 | Delfín                  | Gonzalo Pozo Ripalda      | 9 de octubre    | 12:00 |  |
| Emelec           | 3 - 1 | Fuerza Amarilla         | Banco del Pacífico        | 9 de octubre    | 16:00 |  |
| Mushuc Runa      | 1 - 3 | Independiente del Valle | Bellavista                | 26 de octubre   | 16:00 |  |
| El Nacional      | 0 - 1 | Barcelona               | Olímpico Atahualpa        | 16 de noviembre | 19:30 |  |

| Universidad Católica    | 6 - 1 | Mushuc Runa      | Olímpico Atahualpa         | 15 de octubre | 12:00 |  |
| Delfín                  | 5 - 0 | El Nacional      | Jocay                      | 15 de octubre | 15:00 |  |
| Fuerza Amarilla         | 2 - 1 | River Ecuador    | 9 de Mayo                  | 15 de octubre | 15:00 |  |
| Barcelona               | 5 - 0 | Deportivo Cuenca | Monumental Banco Pichincha | 15 de octubre | 16:30 |  |
| Independiente del Valle | 0 - 3 | Emelec           | General Rumiñahui          | 15 de octubre | 17:00 |  |
| Liga de Quito           | 2 - 0 | Aucas            | Casa Blanca                | 15 de octubre | 17:00 |  |

| Mushuc Runa      | 1 - 1 | Fuerza Amarilla         | Bellavista                | 19 de octubre | 12:00 |  |
| Aucas            | 2 - 0 | Universidad Católica    | Gonzalo Pozo Ripalda      | 19 de octubre | 19:00 |  |
| Liga de Quito    | 1 - 1 | Barcelona               | Casa Blanca               | 19 de octubre | 19:15 |  |
| River Ecuador    | 0 - 2 | Emelec                  | Alberto Spencer           | 19 de octubre | 19:15 |  |
| El Nacional      | 2 - 1 | Independiente del Valle | Olímpico Atahualpa        | 19 de octubre | 19:30 |  |
| Deportivo Cuenca | 3 - 1 | Delfín                  | Alejandro Serrano Aguilar | 19 de octubre | 20:00 |  |

| Emelec                  | 3 - 2 | Mushuc Runa      | Banco del Pacífico         | 22 de octubre | 16:00 |  |
| Barcelona               | 1 - 0 | River Ecuador    | Monumental Banco Pichincha | 22 de octubre | 18:00 |  |
| Independiente del Valle | 1 - 1 | Aucas            | General Rumiñahui          | 23 de octubre | 11:00 |  |
| Universidad Católica    | 3 - 2 | Deportivo Cuenca | Olímpico Atahualpa         | 23 de octubre | 12:00 |  |
| Delfín                  | 0 - 1 | Liga de Quito    | Jocay                      | 23 de octubre | 12:00 |  |
| Fuerza Amarilla         | 2 - 0 | El Nacional      | 9 de Mayo                  | 23 de octubre | 15:00 |  |

| Aucas            | 5 - 0 | Fuerza Amarilla         | Gonzalo Pozo Ripalda       | 29 de octubre | 12:00 |  |
| Liga de Quito    | 2 - 2 | Universidad Católica    | Casa Blanca                | 29 de octubre | 16:00 |  |
| El Nacional      | 1 - 2 | Emelec                  | Olímpico Atahualpa         | 30 de octubre | 11:15 |  |
| Deportivo Cuenca | 0 - 1 | Independiente del Valle | Alejandro Serrano Aguilar  | 30 de octubre | 11:30 |  |
| Mushuc Runa      | 0 - 2 | River Ecuador           | Bellavista                 | 30 de octubre | 12:00 |  |
| Barcelona        | 3 - 0 | Delfín                  | Monumental Banco Pichincha | 30 de octubre | 17:00 |  |

| Universidad Católica    | 1 - 1 | Barcelona        | Olímpico Atahualpa | 4 de noviembre | 12:00 |  |
| Fuerza Amarilla         | 3 - 0 | Deportivo Cuenca | 9 de Mayo          | 4 de noviembre | 15:30 |  |
| River Ecuador           | 1 - 2 | El Nacional      | Christian Benítez  | 4 de noviembre | 15:30 |  |
| Independiente del Valle | 1 - 1 | Liga de Quito    | General Rumiñahui  | 4 de noviembre | 16:00 |  |
| Emelec                  | 2 - 1 | Aucas            | Banco del Pacífico | 4 de noviembre | 16:00 |  |
| Delfín                  | 2 - 1 | Mushuc Runa      | Jocay              | 5 de noviembre | 15:00 |  |

| El Nacional      | 2 - 1 | Mushuc Runa             | Olímpico Atahualpa         | 11 de noviembre | 19:00 |  |
| Liga de Quito    | 1 - 1 | Fuerza Amarilla         | Casa Blanca                | 12 de noviembre | 17:00 |  |
| Aucas            | 3 - 1 | River Ecuador           | Gonzalo Pozo Ripalda       | 13 de noviembre | 12:00 |  |
| Delfín           | 3 - 1 | Universidad Católica    | Jocay                      | 13 de noviembre | 12:00 |  |
| Barcelona        | 1 - 0 | Independiente del Valle | Monumental Banco Pichincha | 23 de noviembre | 20:00 |  |
| Deportivo Cuenca | 2 - 2 | Emelec                  | Alejandro Serrano Aguilar  | 23 de noviembre | 20:00 |  |

| River Ecuador           | 2 - 1 | Deportivo Cuenca     | Christian Benítez  | 19 de noviembre | 12:00 |  |
| Emelec                  | 3 - 0 | Liga de Quito        | Banco del Pacífico | 19 de noviembre | 16:00 |  |
| Independiente del Valle | 2 - 1 | Delfín               | General Rumiñahui  | 19 de noviembre | 17:00 |  |
| El Nacional             | 1 - 2 | Universidad Católica | Olímpico Atahualpa | 20 de noviembre | 11:15 |  |
| Mushuc Runa             | 2 - 0 | Aucas                | Bellavista         | 20 de noviembre | 12:00 |  |
| Fuerza Amarilla         | 1 - 1 | Barcelona            | 9 de Mayo          | 20 de noviembre | 15:00 |  |

| Delfín               | 0 - 1 | Fuerza Amarilla         | Jocay                      | 26 de noviembre | 16:00 |  |
| Liga de Quito        | 1 - 0 | River Ecuador           | Casa Blanca                | 26 de noviembre | 17:00 |  |
| Deportivo Cuenca     | 3 - 1 | Mushuc Runa             | Alejandro Serrano Aguilar  | 26 de noviembre | 19:00 |  |
| Aucas                | 0 - 0 | El Nacional             | Gonzalo Pozo Ripalda       | 27 de noviembre | 12:00 |  |
| Universidad Católica | 3 - 1 | Independiente del Valle | Olímpico Atahualpa         | 27 de noviembre | 12:00 |  |
| Barcelona            | 1 - 2 | Emelec                  | Monumental Banco Pichincha | 27 de noviembre | 17:00 |  |

| Aucas           | 1 - 0 | Deportivo Cuenca        | Gonzalo Pozo Ripalda | 4 de diciembre | 12:00 |  |
| El Nacional     | 5 - 0 | Liga de Quito           | Olímpico Atahualpa   | 4 de diciembre | 12:00 |  |
| Emelec          | 1 - 1 | Universidad Católica    | Banco del Pacífico   | 4 de diciembre | 12:00 |  |
| River Ecuador   | 0 - 1 | Delfín                  | Christian Benítez    | 4 de diciembre | 12:00 |  |
| Mushuc Runa     | 2 - 4 | Barcelona (C)           | Bellavista           | 4 de diciembre | 12:00 |  |
| Fuerza Amarilla | 1 - 2 | Independiente del Valle | 9 de Mayo            | 4 de diciembre | 12:00 |  |

| Universidad Católica    | 2 - 2 | Fuerza Amarilla | Olímpico Atahualpa         | 10 de diciembre | 16:00 |  |
| Independiente del Valle | 3 - 2 | River Ecuador   | General Rumiñahui          | 10 de diciembre | 16:00 |  |
| Delfín                  | 4 - 3 | Emelec          | Jocay                      | 10 de diciembre | 16:00 |  |
| Barcelona               | 3 - 3 | Aucas           | Monumental Banco Pichincha | 10 de diciembre | 16:00 |  |
| Liga de Quito           | 1 - 2 | Mushuc Runa     | Casa Blanca                | 10 de diciembre | 16:00 |  |
| Deportivo Cuenca        | 1 - 1 | El Nacional     | Alejandro Serrano Aguilar  | 10 de diciembre | 16:00 |  |

### Asistencia por equipos
La tabla siguiente muestra la cantidad de asistentes pagados (boletos vendidos) de local que acumuló cada equipo en sus respectivos partidos. Se asigna en su totalidad el mismo número a ambos protagonistas de un juego. Las estadísticas se toman de las taquillas oficiales entregadas por FEF.
- Actualizado el 29 de noviembre de 2016.

| Pos  | Equipo                  | Asist   | PJ | Prom   |
| ---- | ----------------------- | ------- | -- | ------ |
| 1.°  | Barcelona               | 232 509 | 11 | 21 137 |
| 2.°  | Emelec                  | 184 572 | 11 | 16 779 |
| 3.°  | El Nacional             | 68 021  | 11 | 6184   |
| 4.°  | Deportivo Cuenca        | 67 158  | 11 | 6105   |
| 5.°  | Liga de Quito           | 58 714  | 11 | 5338   |
| 6.°  | Aucas                   | 50 194  | 11 | 4563   |
| 7.°  | Universidad Católica    | 29 092  | 11 | 2645   |
| 8.°  | Fuerza Amarilla         | 27 436  | 11 | 2494   |
| 9.°  | Mushuc Runa             | 24 599  | 11 | 2236   |
| 10.° | Delfín                  | 24 521  | 11 | 2229   |
| 11.° | River Ecuador           | 20 487  | 11 | 1862   |
| 12.° | Independiente del Valle | 14 416  | 11 | 1311   |

 Pos.=Posición; Asist.=Asistentes; P.J.=Partidos jugados.

## Tabla acumulada

### Clasificación
| Pos. | Equipo                  | Pts. | PJ | G  | E  | P  | GF | GC | Dif. |  |
| ---- | ----------------------- | ---- | -- | -- | -- | -- | -- | -- | ---- |  |
| 1    | Barcelona (C)           | 99   | 44 | 31 | 6  | 7  | 93 | 35 | +58  |  |
| 2    | Emelec                  | 88   | 44 | 27 | 7  | 10 | 81 | 48 | +33  |  |
| 3    | El Nacional             | 65   | 44 | 17 | 14 | 13 | 63 | 58 | +5   |  |
| 4    | Independiente del Valle | 64   | 44 | 19 | 7  | 18 | 55 | 54 | +1   |  |
| 5    | Liga de Quito           | 61   | 44 | 16 | 13 | 15 | 41 | 53 | −12  |  |
| 6    | Deportivo Cuenca        | 59   | 44 | 16 | 12 | 16 | 59 | 60 | −1   |  |
| 7    | Universidad Católica    | 59   | 44 | 14 | 17 | 13 | 56 | 60 | −4   |  |
| 8    | Fuerza Amarilla         | 49   | 44 | 12 | 13 | 19 | 49 | 62 | −13  |  |
| 9    | Delfín                  | 48   | 44 | 12 | 12 | 20 | 51 | 62 | −11  |  |
| 10   | River Ecuador           | 47   | 44 | 14 | 5  | 25 | 49 | 66 | −17  |  |
| 11   | Aucas                   | 43   | 44 | 9  | 16 | 19 | 47 | 61 | −14  |  |
| 12   | Mushuc Runa             | 43   | 44 | 11 | 10 | 23 | 49 | 74 | −25  |  |

 Fuente: FEF
Notas:
1. ↑  A Deportivo Cuenca se le restó 1 punto por no presentar los roles de pago del mes de junio.[22]

|  | Clasificados a la Fase de grupos de Copa Libertadores 2017.             |
|  | Clasificado a la Segunda fase clasificatoria de Copa Libertadores 2017. |
|  | Clasificado a la Primera fase clasificatoria de Copa Libertadores 2017. |
|  | Clasificados a la Primera fase de Copa Sudamericana 2017.               |
|  | Descendidos a la Serie B 2017.                                          |

### Evolución de la clasificación
| Equipo                  | 23 | 24 | 25 | 26 | 27 | 28 | 29 | 30 | 31 | 32 | 33 | 34 | 35 | 36 | 37 | 38 | 39 | 40 | 41 | 42 | 43 | 44 |
| ----------------------- | -- | -- | -- | -- | -- | -- | -- | -- | -- | -- | -- | -- | -- | -- | -- | -- | -- | -- | -- | -- | -- | -- |
| Barcelona               | 1  | 1  | 1  | 1  | 1  | 1  | 1  | 1  | 1  | 1  | 1  | 1  | 1  | 1  | 1  | 1  | 1  | 1  | 1  | 1  | 1  | 1  |
| Emelec                  | 2  | 2  | 2  | 2  | 2  | 2  | 2  | 2  | 2  | 2  | 2  | 2  | 2  | 2  | 2  | 2  | 2  | 2  | 2  | 2  | 2  | 2  |
| El Nacional             | 4  | 4  | 4  | 4  | 5  | 4  | 4  | 5  | 3  | 3  | 3  | 3  | 3  | 4  | 5  | 6  | 3  | 3  | 3  | 3  | 3  | 3  |
| Independiente del Valle | 5  | 5  | 5  | 5  | 4  | 5  | 6  | 6  | 6  | 6  | 5  | 6  | 6  | 6  | 6  | 5  | 5  | 5  | 4  | 5  | 4  | 4  |
| Liga de Quito           | 6  | 6  | 6  | 6  | 6  | 6  | 5  | 3  | 5  | 5  | 6  | 5  | 5  | 5  | 3  | 3  | 4  | 4  | 5  | 4  | 5  | 5  |
| Deportivo Cuenca        | 3  | 3  | 3  | 3  | 3  | 3  | 3  | 4  | 4  | 4  | 4  | 4  | 4  | 3  | 4  | 4  | 6  | 6  | 6  | 6  | 6  | 6  |
| Universidad Católica    | 8  | 8  | 8  | 7  | 7  | 7  | 8  | 7  | 7  | 7  | 7  | 7  | 7  | 7  | 7  | 7  | 7  | 7  | 7  | 7  | 7  | 7  |
| Fuerza Amarilla         | 9  | 9  | 9  | 10 | 9  | 9  | 9  | 9  | 10 | 10 | 10 | 11 | 10 | 9  | 9  | 9  | 9  | 8  | 9  | 8  | 8  | 8  |
| River Ecuador           | 7  | 7  | 8  | 8  | 8  | 7  | 8  | 9  | 8  | 8  | 8  | 8  | 8  | 8  | 8  | 8  | 9  | 8  | 9  | 9  | 9  | 9  |
| Delfín                  | 10 | 10 | 10 | 9  | 10 | 10 | 10 | 11 | 11 | 11 | 11 | 10 | 9  | 11 | 11 | 11 | 10 | 10 | 10 | 10 | 10 | 10 |
| Aucas                   | 11 | 11 | 11 | 12 | 12 | 12 | 12 | 12 | 12 | 12 | 12 | 12 | 12 | 12 | 12 | 12 | 12 | 11 | 12 | 12 | 11 | 11 |
| Mushuc Runa             | 12 | 12 | 12 | 11 | 11 | 11 | 11 | 10 | 8  | 9  | 9  | 9  | 11 | 10 | 10 | 10 | 11 | 12 | 11 | 11 | 12 | 12 |

## Tercera etapa
| Finalistas              | Vía de clasificación        |
| ----------------------- | --------------------------- |
| Barcelona Sporting Club | Ganador de la primera etapa |
| Barcelona Sporting Club | Ganador de la segunda etapa |

|                                             |
|                                             |
| Campeón Barcelona Sporting Club 15.º título |

## Goleadores
- Actualizado el 10 de diciembre de 2016.[24]

| Pos. | Jugador         | Equipo               | Goles | Penalti | Partidos | Promedio |
| ---- | --------------- | -------------------- | ----- | ------- | -------- | -------- |
| 1    | Maxi Barreiro   | Delfín               | 26    | 10      | 43       | 0.53     |
| 2    | Carlos Quintero | Mushuc Runa          | 22    | 4       | 43       | 0.47     |
| 3    | Cristian Guanca | Emelec               | 21    | 8       | 41       | 0.46     |
| 4    | Jonathan Álvez  | Barcelona            | 20    | 4       | 37       | 0.51     |
| 5    | Raúl Becerra    | Deportivo Cuenca     | 19    | 1       | 38       | 0.50     |
| 6    | Michael Estrada | El Nacional          | 18    | 1       | 40       | 0.45     |
| 7    | Ángel Mena      | Emelec               | 16    | 0       | 36       | 0.44     |
| 8    | Luis Escalada   | Universidad Católica | 14    | 0       | 39       | 0.36     |
| 9    | Walter Chalá    | Deportivo Cuenca     | 14    | 0       | 41       | 0.34     |
| 10   | Ely Esterilla   | Barcelona            | 11    | 0       | 37       | 0.30     |

## Máximos asistentes
- Actualizado el 28 de diciembre de 2016.

| Pos. | Jugador         | Equipo               | Asistencias |
| ---- | --------------- | -------------------- | ----------- |
| 1    | Damián Díaz     | Barcelona            | 14          |
| 2    | Brahian Alemán  | Liga de Quito        | 10          |
| 3    | Walter Chalá    | Deportivo Cuenca     | 10          |
| 4    | Ángel Mena      | Emelec               | 9           |
| 5    | Andrés López    | Universidad Católica | 9           |
| 6    | Romario Caicedo | Fuerza Amarilla      | 8           |
| 7    | Ely Esterilla   | Barcelona            | 8           |
| 8    | Joao Rojas      | Aucas                | 7           |
| 9    | Bryan Oña       | Deportivo Cuenca     | 7           |
| 10   | Marcos Caicedo  | Barcelona            | 6           |